# Center for Economics and Neuroscience
Center for Economics and Neuroscience – Zentrum für Wirtschafts- und Neurowissenschaften  (CENs) ist ein interdisziplinäres Forschungsinstitut der Universität Bonn.

## Geschichte
Das Institut wurde 2009 von Zülch-Preisträger Christian E. Elger, Leibnizpreisträger Armin Falk, Martin Reuter und Heisenberg-Professor Bernd Weber (seit 2020 Dekan der Medizinischen Fakultät Bonn) gegründet, die sich zum Ziel setzten, eine Plattform für das Feld der Neuroökonomie innerhalb Deutschlands sowie international zu bieten und die interdisziplinäre Arbeit zu fördern.
Das CENs kombiniert das Wissen und die Methoden von Neurowissenschaft, Verhaltensgenetik, Psychologie und empirischer Wirtschaftsforschung, um das Verständnis menschlichen Verhaltens zu erweitern, insbesondere in wirtschaftlich relevanten Kontexten. Seit 2019 ist Johannes Schultz der kommissarische Institutsdirektor des CENs. Zu seinen Forschungsschwerpunkten gehören social perception und decision-making.

## Forschungen
Das CENs ist eine zentrale wissenschaftliche Einrichtung der Universität Bonn und hat Zugang zu den wissenschaftlichen Einrichtungen der beitragenden Institute, deren Einsatz sich beliebig kombinieren lässt.
Dies umfasst das Labor für experimentelle Wirtschaftsforschung zur Durchführung computergestützter Verhaltensexperimente mit bis zu 24 Probanden gleichzeitig, zwei Magnetresonanztomographen für interagierende Verhaltensexperimente mit funktioneller Bildgebung sowie ein biomolekulares Labor zur Genotypisierung verschiedener Polymorphismen.